# Alfredo Stephens
Alfredo Horacio Stephens Francis (Panama, 25 dicembre 1994) è un calciatore panamense, attaccante dell'Ironi K. Shmona.

## Carriera

### Nazionale
Ha esordito in nazionale nel 2012.